# Synthetica
Synthetica es el quinto álbum de estudio realizado por la banda canadiense Metric. Fue lanzado el 12 de junio de 2012 aunque ya estaba disponible una semana antes vía streaming en su página web oficial. A finales de año lanzaron una versión deluxe que contaba con 5 canciones adicionales de las cuales una de ellas es una versión.
El álbum cuenta con cuatro sencillos y cada uno tiene su propio videoclip. La canción "Wanderlust" sería una de las últimas apariciones en un álbum de estudio del cantante de rock Lou Reed.

## Canciones
Todas las canciones escritas y compuestas por Metric. 
| N.º | Título                            | Duración |  |
| 1.  | «Artificial Nocturne»             | 5:45     |  |
| 2.  | «Youth Without Youth»             | 4:17     |  |
| 3.  | «Speed the Collapse»              | 3:42     |  |
| 4.  | «Breathing Underwater»            | 3:56     |  |
| 5.  | «Dreams so Real»                  | 2:40     |  |
| 6.  | «Lost Kitten»                     | 3:16     |  |
| 7.  | «The Void»                        | 3:17     |  |
| 8.  | «Synthetica»                      | 3:54     |  |
| 9.  | «Clone»                           | 5:13     |  |
| 10. | «The Wanderlust (feat. Lou Reed)» | 3:10     |  |
| 11. | «Nothing But Time»                | 4:04     |  |

| * Versión Deluxe. Canciones adicionales. | |          |  |
| N.º                                      | Título | Duración |  |
| 12.                                      | «Youth Without Youth» (acoustic)                                                                                | 3:55     |  |
| 13.                                      | «Breathing Underwater» (acoustic)                                                                               | 4:37     |  |
| 14.                                      | «Synthetica» (acoustic)                                                                                         | 2:57     |  |
| 15.                                      | «Gimme Sympathy» (acoustic)                                                                                     | 3:09     |  |
| 16.                                      | «Strange Weather» (acoustic) (written by Tom Waits/Kathleen Brennan, originally recorded by Marianne Faithfull) | 3:16     |  |

## Ranking de éxitos
| Ranking de éxitos(2012)         | Máxima posición |
| ------------------------------- | --------------- |
| Australian Albums Chart         | 21              |
| Belgian Albums Chart (Flanders) | 132             |
| Belgian Albums Chart (Wallonia) | 113             |
| Canadian Albums Chart           | 2               |
| French Albums Chart             | 91              |
| German Albums Chart             | 78              |
| Irish Albums Chart              | 48              |
| Irish Independent Albums Chart  | 5               |
| Swiss Albums Chart              | 59              |
| UK Albums Chart                 | 51              |
| UK Indie Albums Chart           | 7               |
| US Billboard 200                | 12              |
| US Alternative Albums           | 1               |
| US Independent Albums           | 2               |
| US Top Rock Albums              | 6               |

## Intérpretes
1. Emily Haines - Voz y sintetizadores.
2. James Shaw - Guitarra y voz.
3. Joshua Winstead - Bajo.
4. Joules Scott-Key - Batería.